# بلبل گلوپفی
بلبل گلوپفی (نام علمی: Alophoixus pallidus) نام یک گونه از سرده بلبل‌های کاکلی است. این پرنده در جنوب‌شرقی آسیا حضور دارد. زیستگاهش نیز جنگل‌های کم‌ارتفاع می‌باشد.